# Maratón Alpino Madrileño
El Maratón Alpino Madrileño es una carrera por montaña que discurre por la Sierra de Guadarrama, entre Madrid y Segovia. Normalmente se celebra a mediados de junio, su distancia es de 47 km en la actualidad con un desnivel acumulado es de 5.800 metros. La salida y la meta han variado a lo largo de los años. Comenzó saliendo y terminando en el Puerto de Navacerrada, pero desde 2006 ambas se sitúan en el municipio de Cercedilla. Su recorrido pasa por el Puerto de Navacerrada, la Bola del Mundo (o Alto de las Guarramillas), el Puerto de Cotos y el Pico Peñalara. 

## Historia
El germen del Maratón Alpino Madrileño nació en 1997 de manos de Miguel Caselles, Victoria Sánchez y Juan Manuel Agejas. Tras su participación en las primeras pruebas de este tipo en Guadarrama y el primer maratón de montaña de España, Galarleiz, en 1995, decidieron organizar un maratón de montaña que recorriese las zonas más emblemáticas de la Sierra de Guadarrama. De esta forma, el 8 de junio de 1997 tuvo lugar la primera edición de esta prueba.
Inicialmente, la carrera comenzaba y terminaba en el Puerto de Navacerrada. Su recorrido incluía el Puerto de Cotos, Peña Citores, el Pico Peñalara, Laguna de los Pájaros, Puerto de Cotos (por segunda vez), Cabezas de Hierro, Puerto de Navacerrada (por segunda vez), el Siete Picos, Puerto de la Fuenfría y el Camino Schmidt.
En 2002 estrenó una prueba más corta para los que querían iniciarse en esta actividad o no se atrevían con el maratón: el Cross de 7 Picos. La prueba se celebraba simultáneamente, aunque con salida más tarde del maratón, y recorría la última parte del maratón para totalizar 9 km.
En 2006, y con motivo de su décimo aniversario, el Maratón Alpino Madrileño cambió su recorrido: en lugar de la tradicional salida y meta en el Puerto de Navacerrada, ambas se trasladaron a la Plaza Mayor de Cercedilla, lo que incrementó el ambiente, la animación, y sirvió para dotar a la prueba de una mejor infraestructura. El recorrido iba desde Cercedilla al Puerto de Navacerrada por el Camino del Calvario y enlazaba con el recorrido antiguo hasta el regreso a Navacerrada, desde donde bajaba por el mismo Camino del Calvario, eliminando la zona de Siete Picos. Ese cambio también obligó a modificar el recorrido del Cross, pasándose a llamar Cross del Telégrafo y utilizando el recorrido del maratón hasta el Puerto de Navacerrada y regreso.
En años siguientes la salida y meta se ha trasladado al polideportivo de Cercedilla, excepto el 2016 y 2018. El primero por ser de nuevo Campeonato de España de Carreras por Montaña FEDME, en el que se hizo en la Plaza de Toros, y el segundo porque se hizo en la Plaza Nueva de la localidad.
El Maratón Alpino Madrileño ha sido pionero en muchas cosas. Fue el primero en ser retransmitido en directo por Internet en 2003 mediante cámaras situadas a lo largo del recorrido (incluyendo las cumbres más significativas). También fue el primero en instaurar la figura del Corredor-Escoba en 1998, gracias a la propuesta y ejemplo de Basilio García, un segoviano que acompañó y cerró carrera el primer año ayudando a otro participante. También ha sido el primero conocido por sus siglas, MAM, formada por las iniciales de sus palabras, antes incluso que el famoso UTMB. Fue el germen del primer circuito de carreras por montaña de España y quizás del mundo: el Adidas Trail Challenge (1997-1998), luego llamado Forum Trail Challenge (1999-2000), Circuito Alpino AireLibre-Corricolari (2001-2005) y Circuito Alpino Enmma López (2007). Lo formaban la prueba madrileña junto con el Marathon Alpine Galarleiz y el Cross Alpino Mulhacén en origen. Posteriormente, y ya sin patrocinador, se llamó Circuito Alpino y reunía al Marathon Alpine Galarleiz, Maratón Alpino Jarapalos en Málaga y Maratón do Penedo do Lobos en Orense, e incluso en 2011 el Puigsacalm Exterm La Garrotxa. 
Ha sido pionero también en medidas medioambientales como trasladar la salida/meta a un núcleo urbano, la limitación de corredores, no utilizar vasos en avituallamientos o ir siempre por caminos.
Desde su inicio, el Maratón Alpino Madrileño ha sido sede de diferentes eventos en el mundo de las carreras por montaña:
- Año 2000: Campeonato de España de SkyRace de la FSA.
- Año 2001: Carrera perteneciente a la I Copa de España de Carreras de Montaña de la FEDME (Federación Española de Deportes de Montaña y Escalada).
- Año 2002: Campeonato de España de Carreras por montaña (1.ª edición de esta competición en España).
- Año 2003: Prueba perteneciente a la Copa del Mundo de la FSA
- Año 2005: Campeonato de España de Carreras por montaña de la FEDME.
- Año 2016: Campeonato de España de Carreras por montaña de la FEDME.

En las ediciones celebradas, el Maratón Alpino Madrileño ha contado con la participación de los mejores especialistas españoles en cada momento: Quico Soler, Agustí Roc, Félix Magunagoicoechea, Óscar Ballsels, Jordi Martín, Joseba Cubillo, Miguel Ángel Sánchez, Miguel A. Perdiguero, Lorenzo Bermejo, Esteve Canal, Carlos Pitarch, Alberto Zerain, Gaizka Itza, Fernando García, Raúl García, Ignacio Álvarez, Txus Romón, José Felipe Larrazábal, Zaid Ait Malek, Manuel Merillas, Miguel Heras, Jessed Hernández, Aritz Egea, Pablo Villa, David López Castán, Crístofer Clemente, Dani García, Alfredo Gil, Noel Brugos... En mujeres Monica Aguilera, Sonia Morán, Agnés Riera, Yolanda Santiuste, Emma Roca, Anna Serra, Teresa Roca, Teresa Forn, Garbiñe Barquín, Marta Etna Vidal, Ana Isabel Estévez, María Luisa García, Azahara García, Ragna Debats, Gema Arenas, Alma de las Heras, Montse Martínez... Igualmente ha contado con la participación de la elite de diferentes países como Corinne Favre, Jean Pellisier, Bruno Brunod, Carlo Bellati...

El Maratón Alpino Madrileño ha formando parte de otros circuitos la Buff Skyrunning World Trail Series  o el calendario de la Federation of Sports at Altitude (FSA) , origen de la ISF actual. También forma parte del calendario de la International TrailRunning Asociation (ITRA).
En la actualidad la prueba pertenece a uno de sus creadores, Juan Manuel Agejas, aunque la organización corre a cargo del club Agrupación Deportiva Marathon, tras 17 años organizándolo el club que fundó y presidió el dueño, Tierra Trágame.

## Curiosidades
El MAM da al ganador y ganadora desde sus inicios los mismos trofeos de granito, tallados por una empresa de arte funerario y con un peso de 13 kg.
En la edición de 2000, una fuerte nevada sorprendió a la organización y a corredores. El recorrido tuvo que ser recortado y en parte del mismo se tuvieron condiciones invernales... ¡¡En pleno mes de junio en Madrid!!
El Cross ha sido una carrera que en los primeros años sirvió de referencia para la selección española que competía en las pruebas de la World Mountain Running Asociation (WMRA), entidad afiliada a la Federación Internacional de Atletismo IAAF. En su primera edición de 2002 ganó Cristófol Castañer, por delante de Víctor López Pastor. Cristófol repitió en 2003, delante de Raúl García Castán. Curiosamente el Cross lo ganó también el organizador, Juan Manuel Agejas, en 2004, edición en que se disputó el Campeonato de Madrid de la Federación Madrileña de Montañismo (FMM).
Raúl García Castán y Fernando Sánchez han sido los únicos deportistas en ganar el maratón y el cross.
Ambas pruebas, el MAM y el Cross, han sido probablemente las primeras de montaña en la que corredores con discapacidades visuales han participado. En 2004 Ricardo Pérez Amado con B2 (visión residual) corrió el maratón sin guía, y Manuel Cepero Gutiérrez y Óscar Domínguez Negreira, ciegos totales (B1), corrieron el Cross acompañados de los guías Fernando Picazo y Juan Antonio Carrascosa y los atletas B2 Manuel Ramón Boix y Ángel Campos.

## El Maratón Alpino Madrileño en cifras
- Lugar: Sierra de Guadarrama (Madrid-Segovia, España)
- Distancia: 47 km aproximados
- Altura máxima: 2.430 m.
- Altura mínima: 1.188 m.
- Desnivel acumulado: 5.800 metros.
- 30% del recorrido por encima de los 2.000 m.
- 50% del recorrido es superficie técnica
- Tiempo límite: 9 horas.

## Ganadores
| Año          | Ganador                               | Ganadora                    |
| ------------ | ------------------------------------- | --------------------------- |
| 1997         | Joseba Cubillo de la Hoz              | Sonia Morán Luis            |
| 1998         | José Félix Magunagoicoechea Fernández | Sonia Morán Luis            |
| 1999         | Óscar Balsells Sales                  | Agnès Riera Ferrán          |
| 2000         | Jordi Martín Pascual                  | Yolanda Santiuste Blázquez  |
| 2001         | Quico Soler Escamez                   | Anna Serra Salame           |
| 2002         | Esteve Canal Ferres                   | Anna Serra Salame           |
| 2003         | Agustí Roc Amador                     | Corinne Favre               |
| 2004         | Luis Alfonso Rodríguez Robledo        | Gloria Serrazina            |
| 2005         | Fernando García Herreros              | Ana Isabel Estévez García   |
| 2006         | Manuel Perozo Mosquero                | Gloria Serrazina            |
| 2007         | Pedro José Hernández Sánchez          | Salud Díaz García           |
| 2008         | Andrew Symonds                        | Mónica Aguilera i Viladomiu |
| 2009         | Aurelio Antonio Olivar Roldán         | Nerea Martínez Urruzola     |
| 2010         | Raúl García Castán                    | Noelia Camacho              |
| 2011         | Miguel Ángel Heras                    | María Luisa García          |
| 2012         | Alfredo Gil                           | María Luisa García          |
| 2013         | Alfredo Gil                           | Sofía García                |
| 2014         | Zaid Ait Malek                        | Ana Paz                     |
| 2015         | Alfredo Gil                           | Azara García                |
| 2016         | Manuel Merillas                       | Azara García                |
| 2017         | Noel Burgos                           | Ana Paz                     |
| 2018         | Fernando Sánchez                      | Emily Davis                 |
| 2019         | Miguel Caballero                      | Sonia Martín                |
| 2020 virtual | David López Castán                    | Gema López                  |
| 2021         | David López Castán                    | Gema López                  |
| 2022         | Fernando Sánchez                      | Bárbara Ruiz                |